# Hazte sentir
Hazte sentir— (en italiano: Fatti sentire), es un álbum de estudio que fue lanzado por Laura Pausini el 16 de marzo de 2018, este es su decimotercer álbum de estudio. El álbum está compuesto en italiano, español e inglés.
«Nadie ha dicho / Non è detto», es el primer sencillo que anticipa la salida del álbum. Se liberó en las plataformas digitales como iTunes, Amazon, Spotify, entre otras el 26 de enero de 2018. La canción fue escrita por Pausini junto con Niccolò Agliardi, Gianluigi Fazio y Edwyn Roberts. «Nadie ha dicho», es una canción que subraya la necesidad de comunicarse, de liberar el corazón para permitir que la vida nos sorprenda, en ocasiones cuando las situaciones evolucionan, las cosas cambian y nos ponen a todos frente a elecciones inevitables. A nivel comercial ingresa en la posición número siete en el conteo general de Ventas con Streaming en el top de la Federación de la Industria Musical Italiana, adicional a esto logra ingresar a la listas de éxito en Bélgica y Suiza. La versión en castellano obtiene la posición 21 en el conteo semanal de Latin Pop Songs de la revista Billboard en los Estados Unidos.
Para promocionar el álbum, la cantante inició una gira, el World Wide Tour 2018 en Italia que luego pasó por América y el resto de Europa. Con este álbum la cantante italiana conquistó su cuarto Grammy latino.

## Lista de canciones
| Lista de canciones - edición en italiano. |                                   |                                                                     |                                                                                    |          |  |
| N.º                                       | Título                            | Letras                                                              | Música                                                                             | Duración |  |
| 1.                                        | «Non è detto»                     | Niccolò Agliardi                                                    | Laura Pausini, Edwyn Roberts, Gianluigi Fazio                                      | 3:27     |  |
| 2.                                        | «Nuevo»                           | Laura Pausini, Yoel Henríquez                                       | Daniel Vuletic                                                                     | 4:12     |  |
| 3.                                        | «La soluzione»                    | Massimiliano Pelan, Giulia Anania, Fabio De Martino, Silvio Paviani | Laura Pausini, Massimiliano Pelan, Giulia Anania, Fabio De Martino, Silvio Paviani | 3:53     |  |
| 4.                                        | «E.STA.A.TE»                      | Laura Pausini, Virginio Simonelli                                   | Paolo Carta                                                                        | 3:35     |  |
| 5.                                        | «Frasi a metà»                    | Niccolò Agliardi                                                    | Laura Pausini, Edwyn Roberts                                                       | 4:01     |  |
| 6.                                        | «Le due finestre»                 | Laura Pausini, Eric Silver, Nikki Williams, Enrico Nigiotti         | Eric Silver, Nikki Williams, Enrico Nigiotti, Samuel Galvagno                      | 4:19     |  |
| 7.                                        | «Fantastico (Fai quello che sei)» | Laura Pausini, Virginio Simonelli                                   | Laura Pausini, Paolo Carta                                                         | 3:34     |  |
| 8.                                        | «No river is wilder»              | Laura Pausini                                                       | Paolo Carta                                                                        | 3:20     |  |
| 9.                                        | «L’ultima cosa che ti devo»       | Laura Pausini                                                       | Paolo Carta                                                                        | 3:38     |  |
| 10.                                       | «Un progetto di vita in comune»   | Laura Pausini, Cheope                                               | Daniel Vuletic                                                                     | 3:16     |  |
| 11.                                       | «Il caso è chiuso»                | Laura Pausini, Virginio Simonelli                                   | Daniel Vuletic                                                                     | 3:29     |  |
| 12.                                       | «Zona d’ombra»                    | Laura Pausini, Niccolò Agliardi                                     | Joseph Carta                                                                       | 2:50     |  |
| 13.                                       | «Francesca (Piccola Aliena)»      | Laura Pausini                                                       | Daniel Vuletic                                                                     | 3:31     |  |
| 14.                                       | «Il coraggio di andare»           | Laura Pausini, Tony Maiello                                         | Tony Maiello, Marco Salvati, Enrico Palmosi, Marco Rettani                         | 3:45     |  |

| Lista de canciones - edición en español. |                                |                                                                     |                                                                                    |          |  |
| N.º                                      | Título                         | Letras                                                              | Música                                                                             | Duración |  |
| 1.                                       | «Nadie ha dicho»               | Niccolò Agliardi                                                    | Laura Pausini, Edwyn Roberts, Gianluigi Fazio                                      | 3:27     |  |
| 2.                                       | «Nuevo»                        | Laura Pausini, Yoel Henríquez                                       | Daniel Vuletic                                                                     | 4:12     |  |
| 3.                                       | «La Solución»                  | Massimiliano Pelan, Giulia Anania, Fabio De Martino, Silvio Paviani | Laura Pausini, Massimiliano Pelan, Giulia Anania, Fabio De Martino, Silvio Paviani | 3:53     |  |
| 4.                                       | «Está.Allá»                    | Laura Pausini, Virginio Simonelli                                   | Paolo Carta                                                                        | 3:35     |  |
| 5.                                       | «Verdades a medias»            | Niccolò Agliardi                                                    | Laura Pausini, Edwyn Roberts                                                       | 4:01     |  |
| 6.                                       | «Dos ventanas»                 | Laura Pausini, Eric Silver, Nikki Williams, Enrico Nigiotti         | Eric Silver, Nikki Williams, Enrico Nigiotti, Samuel Galvagno                      | 4:19     |  |
| 7.                                       | «Fantástico (Haz lo que eres)» | Laura Pausini, Virginio Simonelli                                   | Laura Pausini, Paolo Carta                                                         | 3:34     |  |
| 8.                                       | «No river is wilder»           | Laura Pausini                                                       | Paolo Carta                                                                        | 3:20     |  |
| 9.                                       | «Algo que te debo»             | Laura Pausini                                                       | Paolo Carta                                                                        | 3:38     |  |
| 10.                                      | «Un proyecto de vida en común» | Laura Pausini, Cheope                                               | Daniel Vuletic                                                                     | 3:16     |  |
| 11.                                      | «El caso está perdido»         | Laura Pausini, Virginio Simonelli                                   | Daniel Vuletic                                                                     | 3:29     |  |
| 12.                                      | «Niebla gris»                  | Laura Pausini, Niccolò Agliardi                                     | Joseph Carta                                                                       | 2:50     |  |
| 13.                                      | «Francesca»                    | Laura Pausini                                                       | Daniel Vuletic                                                                     | 3:31     |  |
| 14.                                      | «El valor de seguir adelante»  | Laura Pausini, Tony Maiello                                         | Tony Maiello, Marco Salvati, Enrico Palmosi, Marco Rettani                         | 3:45     |  |

## Posicionamiento en las listas musicales
| Alemania        | Offizielle Top 100                | 25 |
| Argentina       | Top 20 Álbumes                    | 1  |
| Austria         | Alben Top 40                      | 29 |
| Bélgica         | Ultratop 200 Flandes              | 30 |
| Bélgica         | Ultratop 200 Valona               | 3  |
| Eslovaquia      | Sk Albums Top 100                 | 80 |
| España          | Top 100 Álbumes                   | 7  |
| Estados Unidos  | Latin Pop Albums                  | 5  |
| Estados Unidos  | Top Latin Albums                  | 35 |
| Estados Unidos  | World Albums                      | 12 |
| Francia         | Top 200 Albums                    | 38 |
| Hungría         | Top 40 Album — Lista              | 13 |
| Italia          | Classifiche Albums Top 100        | 1  |
| Italia          | Classifiche Vinili Top 100        | 1  |
| Países Bajos    | Dutch Álbum Top 100               | 78 |
| República Checa | CZ - Albums Top 100               | 92 |
| Suiza           | Schweizer Hitparade Alben Top 100 | 2  |

## Certificaciones  y ventas
| Territorio     | Organismo certificador | Certificación | Ventas certificadas | Ref.   |
| -------------- | ---------------------- | ------------- | ------------------- | ------ |
| Estados Unidos | Nielsen SoundScan      | Oro           | 25 000              | [ 28 ] |
| Italia         | FIMI                   | 3x Platino    | 150 000             | [ 29 ] |

## Créditos
Productores
- Laura Pausini: Nadie ha dicho, Nuevo, La solución, Verdades a medias
- Paolo Carta: Nadie ha dicho, Está.All, Verdades a medias, Fantástico (haz lo que eres), No River Is Wilder, Algo que te debo, Niebla gris
- Dado Parisini: Nadie ha dicho, La solución, Verdades a medias, Dos ventanas
- Ettore Grenci: Nuevo
- Rik Simpson: Un proyecto de vida en común, El caso está perdido
- Nick Ingman: Francesca
- Julio Reyes Copello: El valor de seguir adelante

Grabación
- ORS Oliveta Recording Studio, Castel Bolognese
- Soundpark Recording Studio, Los Ángeles
- Cypress Overdrive Studio, Los Ángeles
- Art House Studio, Miami
- Weeks Recording Studio, Miami
- Fab-factory Studio, Los Ángeles

## Historial de lanzamiento
| Región  | Fecha               | Versión               | Formato             | Discografía  | Ref.   |
| ------- | ------------------- | --------------------- | ------------------- | ------------ | ------ |
| Mundial | 16 de marzo de 2018 | Castellano e italiano | CD Download digital | Warner Music | [ 30 ] |